# Japonoconger sivicolus
Japonoconger sivicolus is een straalvinnige vissensoort uit de familie van zeepalingen (Congridae). De wetenschappelijke naam van de soort is voor het eerst geldig gepubliceerd in 1951 door Matsubara & Ochiai.